# بطولة تونس للكرة الطائرة للرجال 1963-1964
بطولة تونس للكرة الطائرة للرجال 1963-1964 هو الموسم رقم 9 من بطولة تونس للكرة الطائرة للرجال.

فاز بهذا الموسم الترجي الرياضي التونسي.

## روابط خارجية
- الموقع الرسمي للجامعة التونسية للكرة الطائرة.